# Persone di cognome Suzuki
| Questa pagina contiene informazioni ricavate automaticamente dalle voci biografiche con l'ausilio del template Bio e di un bot. L'aggiornamento è periodico e automatico e ricostruisce completamente la pagina. Se manca una persona in questa lista, sei pregato di non aggiungerla, ma accertati piuttosto che la sua voce biografica contenga il template Bio e che i dati anagrafici siano correttamente compilati. Se il template Bio manca, inseriscilo tu stesso o, in alternativa, metti l'avviso {{tmp\|Bio}} che ne segnala la mancanza. Se i dati riportati sono sbagliati, correggi direttamente la voce biografica; le modifiche saranno visibili in questa lista entro pochi giorni. Per chiarimenti vedi il progetto antroponimi. La lista contiene solo le 113 persone che sono citate nell'enciclopedia e per le quali è stato implementato correttamente il template Bio. Pagina aggiornata al 7 giu 2025. |

Questa è una lista di persone presenti nell'enciclopedia che hanno il cognome Suzuki, suddivise per attività principale.

## Allenatori di calcio(4)
- Jun Suzuki, allenatore di calcio e ex calciatore giapponese (Watari, n. 1967)
- Ryohei Suzuki, allenatore di calcio giapponese (Saitama, n. 1949)
- Shigeyoshi Suzuki, allenatore di calcio e calciatore giapponese (Fukushima, n. 1902 - † 1971)
- Tamotsu Suzuki, allenatore di calcio e ex calciatore giapponese (Saitama, n. 1947)

## Ambientalisti(1)
- David Suzuki, ambientalista e attivista canadese (Vancouver, n. 1936)

## Ammiragli(1)
- Suzuki Kantarō, ammiraglio e politico giapponese (Kuze, n. 1868 - Noda, † 1948)

## Artisti(1)
- Suzuki Harunobu, artista giapponese († 1770)

## Astronomi(4)
- Kenzo Suzuki, astronomo giapponese (Toyota, n. 1950)
- Masayuki Suzuki, astronomo giapponese
- Shigenori Suzuki, astronomo giapponese
- Shōhei Suzuki, astronomo giapponese

## Attori(2)
- Kōsuke Suzuki, attore giapponese (Fukuoka, n. 1974)
- Shōgo Suzuki, attore giapponese (Tokyo, n. 1963)

## Attrici(3)
- Anju Suzuki, attrice, cantante e conduttrice televisiva giapponese (Osaka, n. 1969)
- Anne Suzuki, attrice giapponese (Setagaya, n. 1987)
- Masami Suzuki, attrice, doppiatrice e cantante giapponese (Kanagawa, n. 1972)

## Autori di videogiochi(1)
- Yu Suzuki, autore di videogiochi e imprenditore giapponese (Iwate, n. 1958)

## Batteristi(1)
- Masayuki Suzuki, batterista giapponese (Osaka, n. 1972)

## Calciatori(28)
- Akito Suzuki, calciatore giapponese (Osaka, n. 2003)
- Daisuke Suzuki, calciatore giapponese (Tokyo, n. 1990)
- Hideto Suzuki, ex calciatore giapponese (Hamamatsu, n. 1974)
- Jun Suzuki, ex calciatore giapponese (Fukuoka, n. 1989)
- Jun'nosuke Suzuki, calciatore giapponese (Kakamigahara, n. 2003)
- Jun'ya Suzuki, calciatore giapponese (Numazu, n. 1996)
- Kaito Suzuki, calciatore giapponese (Shizuoka, n. 2002)
- Kazuhiro Suzuki, ex calciatore giapponese (Tokyo, n. 1976)
- Keita Suzuki, ex calciatore giapponese (Shizuoka, n. 1981)
- Kōji Suzuki, calciatore giapponese (Miura, n. 1989)
- Masaharu Suzuki, ex calciatore giapponese (Prefettura di Shizuoka, n. 1970)
- Masanori Suzuki, ex calciatore giapponese (Tokyo, n. 1968)
- Musashi Suzuki, calciatore giapponese (Montego Bay, n. 1994)
- Norio Suzuki, ex calciatore giapponese (Chiba, n. 1984)
- Ryōzō Suzuki, ex calciatore giapponese (n. 1939)
- Satoru Suzuki, ex calciatore giapponese (Prefettura di Shizuoka, n. 1975)
- Shingo Suzuki, ex calciatore giapponese (Saitama, n. 1978)
- Takayuki Suzuki, ex calciatore giapponese (Hitachi, n. 1976)
- Takehito Suzuki, ex calciatore giapponese (Tokyo, n. 1971)
- Tatsuya Suzuki, ex calciatore giapponese (Kanagawa, n. 1982)
- Toichi Suzuki, calciatore giapponese (Higashiōsaka, n. 2000)
- Tokuma Suzuki, calciatore giapponese (Tochigi, n. 1997)
- Yasuo Suzuki, calciatore giapponese (Prefettura di Kanagawa, n. 1913 - † 2000)
- Yoshinori Suzuki, calciatore giapponese (Miyazaki, n. 1992)
- Yuito Suzuki, calciatore giapponese (Hayama, n. 2001)
- Yūma Suzuki, calciatore giapponese (Chōshi, n. 1996)
- Yūto Suzuki, calciatore giapponese (Kanagawa, n. 1993)
- Zion Suzuki, calciatore giapponese (Newark, n. 2002)

## Calciatrici(2)
- Masae Suzuki, ex calciatrice giapponese (Chiba, n. 1957)
- Tomoko Suzuki, ex calciatrice giapponese (Kanagawa, n. 1982)

## Cantanti(5)
- Ami Suzuki, cantante, disc jockey e musicista giapponese (Zama, n. 1982)
- Damo Suzuki, cantante e chitarrista giapponese (Kōbe, n. 1950 - Colonia, † 2024)
- Kasumi Suzuki, cantante e attrice giapponese (Zama, n. 1990)
- Konomi Suzuki, cantante giapponese (n. 1996)
- Yuki Suzuki, cantante giapponese (prefettura di Hokkaidō, n. 1982)

## Cantautori(2)
- Shigeru Suzuki, cantautore e chitarrista giapponese (Setagaya, n. 1951)
- Tsunekichi Suzuki, cantautore, attore e compositore giapponese (Tokyo, n. 1954 - † 2020)

## Cestiste(2)
- Ayumi Suzuki, ex cestista giapponese (Hokkaidō, n. 1985)
- Noriko Suzuki, ex cestista giapponese (Akita, n. 1955)

## Chimici(1)
- Akira Suzuki, chimico giapponese (Mukawa, n. 1930)

## Direttori d'orchestra(1)
- Masaaki Suzuki, direttore d'orchestra, organista e clavicembalista giapponese (Kōbe, n. 1954)

## Doppiatori(1)
- Kiyonobu Suzuki, doppiatore giapponese (Niigata, n. 1950)

## Doppiatrici(3)
- Aina Suzuki, doppiatrice e cantante giapponese (Chitose, n. 1995)
- Minori Suzuki, doppiatrice e cantante giapponese (Prefettura di Aichi, n. 1997)
- Tomiko Suzuki, doppiatrice giapponese (Prefettura di Aichi, n. 1956 - † 2003)

## Fumettiste(1)
- Julietta Suzuki, fumettista giapponese (Fukuoka)

## Fumettisti(2)
- Nakaba Suzuki, fumettista giapponese (Sukagawa, n. 1977)
- Shin'ya Suzuki, fumettista giapponese (Hiratsuka, n. 1975)

## Generali(1)
- Sosaku Suzuki, generale giapponese (Prefettura di Aichi, n. 1891 - Santander, † 1945)

## Ginnaste(1)
- Ayuka Suzuki, ginnasta giapponese (Setagaya, n. 1999)

## Giocatori di baseball(2)
- Ichirō Suzuki, ex giocatore di baseball giapponese (Kasugai, n. 1973)
- Kurt Suzuki, giocatore di baseball statunitense (Wailuku, n. 1983)

## Giocatori di football americano(1)
- Shōichirō Suzuki, giocatore di football americano giapponese (n. 1979)

## Giocatrici di bowling(1)
- Risa Suzuki, giocatrice di bowling giapponese (n. 1983)

## Giocatrici di curling(1)
- Yūmi Suzuki, giocatrice di curling giapponese (Hokkaidō, n. 1991)

## Goiste(1)
- Ayumi Suzuki, goista giapponese (Tokyo, n. 1983)

## Hockeisti su ghiaccio(1)
- Nick Suzuki, hockeista su ghiaccio canadese (London, n. 1999)

## Illustratori(1)
- Akihito Tsukushi, illustratore, fumettista e designer giapponese (Sagamihara, n. 1979)

## Judoka(1)
- Keiji Suzuki, judoka giapponese (Jōsō, n. 1980)

## Karateka(1)
- Tatsuo Suzuki, karateka giapponese (Yokohama, n. 1928 - † 2011)

## Lottatori(2)
- Ayata Suzuki, lottatore giapponese (n. 1998)
- Eitarō Suzuki, lottatore giapponese (n. 1899 - † 1979)

## Maratonete(1)
- Hiromi Suzuki, ex maratoneta e mezzofondista giapponese (Chiba, n. 1968)

## Marciatori(1)
- Yūsuke Suzuki, marciatore giapponese (Yokohama, n. 1988)

## Militari(1)
- Suzuki Shōsan, militare e monaco buddista giapponese (prefettura di Aichi, n. 1579 - Edo, † 1655)

## Modelle(2)
- Airi Suzuki, modella, cantante e attrice giapponese (Gifu, n. 1994)
- Eri Suzuki, modella giapponese (Tokyo, n. 1988)

## Nuotatori(2)
- Daichi Suzuki, ex nuotatore giapponese (Chiba, n. 1967)
- Hiroshi Suzuki, ex nuotatore giapponese (Aichi, n. 1933)

## Nuotatrici(2)
- Hikari Suzuki, nuotatrice artistica giapponese (n. 2002)
- Satomi Suzuki, nuotatrice giapponese (Onga, n. 1991)

## Pattinatrici artistiche su ghiaccio(1)
- Akiko Suzuki, ex pattinatrice artistica su ghiaccio e coreografa giapponese (Toyohashi, n. 1985)

## Piloti automobilistici(2)
- Aguri Suzuki, ex pilota automobilistico giapponese (Tokyo, n. 1960)
- Toshio Suzuki, ex pilota automobilistico giapponese (Saitama, n. 1955)

## Piloti motociclistici(1)
- Tatsuki Suzuki, pilota motociclistico giapponese (Chiba, n. 1997)

## Pittori(1)
- Hiroshige II, pittore e incisore giapponese (n. 1826 - † 1869)

## Polistrumentisti(1)
- Dave Suzuki, polistrumentista statunitense (Las Vegas, n. 1972)

## Politici(1)
- Zenkō Suzuki, politico giapponese (Yamada, n. 1911 - Tokyo, † 2004)

## Preparatori atletici(1)
- Yasuhito Suzuki, preparatore atletico e ex calciatore giapponese (Prefettura di Osaka, n. 1959)

## Produttori cinematografici(1)
- Toshio Suzuki, produttore cinematografico giapponese (Nagoya, n. 1948)

## Pugili(2)
- Yasuhiro Suzuki, pugile giapponese (Sapporo, n. 1987)
- Guts Ishimatsu, ex pugile e attore giapponese (Kanumashi, n. 1949)

## Registi(3)
- Seijun Suzuki, regista giapponese (Tokyo, n. 1923 - Tokyo, † 2017)
- Kōsuke Suzuki, regista e produttore cinematografico giapponese (Kanagawa, n. 1961)
- Norifumi Suzuki, regista e sceneggiatore giapponese (Shizuoka, n. 1933 - † 2014)

## Sceneggiatori(1)
- Yoshitake Suzuki, sceneggiatore giapponese (Tokyo, n. 1942)

## Scrittori(1)
- Kōji Suzuki, scrittore giapponese (Hamamatsu, n. 1957)

## Scrittrici(1)
- Suzuki Izumi, scrittrice, modella e attrice giapponese (Itō, n. 1949 - Tokyo, † 1986)

## Snowboarder(1)
- Momo Suzuki, snowboarder giapponese (n. 2007)

## Storici delle religioni(1)
- Daisetsu Teitarō Suzuki, storico delle religioni e filosofo giapponese (Kanazawa, n. 1870 - Tokyo, † 1966)

## Tennisti(1)
- Takao Suzuki, ex tennista giapponese (Sapporo, n. 1976)

## Trombonisti(1)
- Hiroshi Suzuki, trombonista giapponese (Yokohama, n. 1933 - Las Vegas, † 2020)

## Wrestler(3)
- Hideki Suzuki, wrestler giapponese (Kitahiroshima, n. 1980)
- Kenzo Suzuki, wrestler giapponese (Hekinan, n. 1974)
- Minoru Suzuki, wrestler e ex artista marziale misto giapponese (Yokohama, n. 1968)